# Kirkia tenuifolia
Kirkia tenuifolia är en tvåhjärtbladig växtart som beskrevs av Adolf Engler. Kirkia tenuifolia ingår i släktet Kirkia och familjen Kirkiaceae. Inga underarter finns listade i Catalogue of Life.